# Азершехр
Азершехр (перс. آذرشهر азерб. Azərşəhr, також азерб. Tufarqan ; устар. Дехваркан) — одне з міст, що знаходяться на заході остана Східний Азербайджан ; центр шахрестана Азершехр. На схід від нього розташований гірський масив Сехенд, тому у місті особливий клімат. На захід від міста знаходиться озеро Урмія, північно-західні околиці якого мають плоску, рівну поверхню, але на півдні та південному сході є гористою місцевістю. Клімат цього регіону влітку також стає спекотним. Зрошення полів та садів, що знаходяться навколо Азершехра, здійснюється з річки Сил-Чай, а також із підземних каналів, природних джерел та глибоких колодязів. Стара назва міста — Тофарган, яке за правління династії Пехлеві змінилося на Азершехр. Місто розташовується на висоті 1468 метрів над рівнем моря, в 54 кілометрах на південний захід від Тебріза на трасі Тебріз- Бонаб.

## Демографічна динаміка
Населення міста, за даними загального перепису жовтня 2011 року, становило 39 918 осіб, і місто за чисельністю населення опинилося на восьмому місці в східному Азербайджані. Кількість домогосподарств, що проживають у місті, дорівнювала 9854, що означає 4,1 особи на одне домогосподарство, а це значно перевищує середнє значення по Ірану (3,5) і говорить про помітно більш високу народжуваність жителів міста, ніж у середньому по країні. У 1966 році у місті налічувалося лише 15.318 осіб, що дає приріст за 1966—2011 роки 2,8 % на рік — темп "демографічного вибуху ", тобто особливо швидкого зростання населення, яке ще в недавньому минулому (2-3 десятиліття тому) було притаманним усім близькосхідним країнам. Сьогодні там зростання населення різко падає, особливо в Ірані, причому цей процес охопив усі його області, включаючи Східний Азербайджан. Тому очевидно, що в останні десятиліття і в Азершехрі приріст мав бути набагато меншим, ніж ще в 1960—1980-ті роки.

## Історія
Азершехр — дуже старе місто, згадуване в стародавніх пам'ятниках як Дахарракан (це ім'я відзначили історики та географи: Табарі, Істахрі, Ібн-Хаукаль, Ібн Хордадбех, Мукаддасі, і навіть Дех аль-Харраган (Кодама бін Джафар) І історична хроніка Худуд аль-Алам, і Мукаддасі відзначають, що місто входило до складу Вірменії, хоча воно розташоване дуже близько від міста Мераге, та й від Тебрізу, які були історично та географічно частиною Азербайджану. Історик Якут називає місто Дех-Нахірджан, а Хамдаллах Казвін у своєму «Нухзату-ль-Кулюб» (середина XIV століття н. е.) — Дехварракан, описуючи його як невелике містечко з шістьма підлеглими йому селами і говорить про достаток садів і виноградників, хвалить чудове зерно, бавовна і фрукти, що виробляються там. Люди Азершехра були стрункої статури і належали до шафіїтського мазхабу сунізму ; місто отримувало дохід у 23,6 тисячі динарів.

## пам'ятки
Серед численних пам'яток міста можна виділити джерело Чахар-Су, розташоване в міському кварталі Сотубад на невеликій площі, де перетинаються чотири вузькі вулички. Навіс фонтану спирається на вісім дерев'яних стовпів. Чахар Су нагадує джерела біля великих стамбульських мечетей. Є в місті і цвинтар Пір-Хейрана (Пір-Хейран або Баба-Хейран — лакаб — прізвисько — Хаджі-Юсуфа Дехварракані). У середині його — невелике приміщення, де знаходиться могила Хаджі-Юсуфа. Він помер, мабуть, в 670 році місячної хіджри, а гробницю відновили в 1151 році за місячною хіджрою за наказом Бег бін Закарій-Бега. Але на сьогодні гравіроване каміння розтягли жителі навколишніх районів, і від колишнього цвинтаря залишилася тільки могила.